# Едерсон Мораес
Едерсон Сантана де Мораес (порт. Ederson Santana de Moraes; Озаско, 17. август 1993), познатији само као Едерсон, бразилски је професионални фудбалски голман који наступа за премијерлигашки клуб Манчестер Сити и бразилску репрезентацију.
Каријеру је започео у Сао Паулу 2008. године. Годину дана касније одлази у Европу, у португалску Бенфику, где проводи две сезоне. Године 2012. прелази из Рибеираоа у Рио Аве и тамо постаје стартер. По други пут се придружује Бенфики 2015. године. У почетку је пријављен за Б тим Бенфике пре но што је заиграо и за сениорсску екипу, с којом је за две године освојио четири трофеја.
У сезони 2017/18, Едерсон се придружио енглеском Манчестер Ситију за 35 милиона фунти. Тим трансфером је постао најскупљи голман на свету све док тај рекорд није оборио, такође бразилски голман, Алисон Бекер.. Исте те сезоне са Ситијем је освојио Премијер лигу и Лига куп. Следеће сезоне са Грађанима је освојио домаћу триплету. 
За сениорску репрезентацију Бразила дебитовао је 2017. Претходно је играо за селекцију Бразила до 23 године. Био је део националног тима на Светском првенству 2018, Копа Америци 2019. и 2021. године.

## Статистика каријере

### Клуб
Ажурирано након кола одиграног 8. марта 2020.
| Клуб           | Сезона    | Лига                 | Лига    | Лига   | Домаћи куп | Домаћи куп | Лига куп | Лига куп | Европа  | Европа | Остало  | Остало | Укупно  | Укупно |
| Клуб           | Сезона    | Ранг                 | Наступи | Голови | Наступи    | Голови     | Наступи  | Голови   | Наступи | Голови | Наступи | Голови | Наступи | Голови |
| -------------- | --------- | -------------------- | ------- | ------ | ---------- | ---------- | -------- | -------- | ------- | ------ | ------- | ------ | ------- | ------ |
| Рибеирао       | 2011/12.  | Трећа лига Португала | 29      | 0      | 1          | 0          | 0        | 0        | —       | —      | —       | —      | 30      | 0      |
| Рио Аве        | 2012/13.  | Лига НОС             | 2       | 0      | 2          | 0          | 3        | 0        | —       | —      | —       | —      | 7       | 0      |
| Рио Аве        | 2013/14.  | Лига НОС             | 18      | 0      | 7          | 0          | 3        | 0        | —       | —      | —       | —      | 28      | 0      |
| Рио Аве        | 2014/15.  | Лига НОС             | 17      | 0      | 5          | 0          | 4        | 0        | 2       | 0      | 0       | 0      | 28      | 0      |
| Рио Аве        | Укупно    | Укупно               | 37      | 0      | 14         | 0          | 10       | 0        | 2       | 0      | 0       | 0      | 63      | 0      |
| Бенфика Б      | 2015/16.  | Друга лига Португала | 4       | 0      | —          | —          | —        | —        | —       | —      | —       | —      | 4       | 0      |
| Бенфика        | 2015/16.  | Лига НОС             | 10      | 0      | 0          | 0          | 5        | 0        | 3       | 0      | 0       | 0      | 18      | 0      |
| Бенфика        | 2016/17.  | Лига НОС             | 27      | 0      | 3          | 0          | 3        | 0        | 5       | 0      | 0       | 0      | 38      | 0      |
| Бенфика        | Укупно    | Укупно               | 37      | 0      | 3          | 0          | 8        | 0        | 8       | 0      | 0       | 0      | 56      | 0      |
| Манчестер Сити | 2017/18.  | Премијер лига        | 36      | 0      | 0          | 0          | 0        | 0        | 9       | 0      | —       | —      | 45      | 0      |
| Манчестер Сити | 2018/19.  | Премијер лига        | 38      | 0      | 6          | 0          | 1        | 0        | 10      | 0      | 0       | 0      | 55      | 0      |
| Манчестер Сити | 2019/20.  | Премијер лига        | 35      | 0      | 0          | 0          | 0        | 0        | 6       | 0      | 0       | 0      | 31      | 0      |
| Манчестер Сити | 2020/21.  | Премијер лига        | 25      | 0      | 0          | 0          | 0        | 0        | 6       | 0      | 0       | 0      | 31      | 0      |
| Укупно         | Укупно    | 135                  | 0       | 6      | 0          | 1          | 0        | 25       | 0       | 0      | 0       | 131    | 0       |        |
| Свеукупно      | Свеукупно | Свеукупно            | 231     | 0      | 24         | 0          | 19       | 0        | 33      | 0      | 0       | 0      | 274     | 0      |

1. ↑  Укључује Куп Португала и ФА куп.
2. ↑  Укључује Лига куп Португала и Лига куп Енглеске.
3. ↑  Наступи у Лиги Европе
4. 1 2 3 4 5 6  Наступи у Лиги шампиона

### Репрезентација
Ажурирано након утакмице одигране 13. октобра 2019.
| Репрезентација | Година | Наступи | Голови |
| -------------- | ------ | ------- | ------ |
| Бразил         | 2017.  | 1       | 0      |
| Бразил         | 2018.  | 2       | 0      |
| Бразил         | 2019.  | 6       | 0      |
| Укупно         | Укупно | 9       | 0      |

## Успеси
Рио Аве
- Финалиста Купа Португала: 2013/14.[9]
- Финалиста Лига купа Португала: 2013/14.[9]

Бенфика
- Лига НОС: 2015/16, 2016/17.[9]
- Куп Португала: 2016/17.[9]
- Лига куп Португала: 2015/16.[9]

Манчестер Сити
- Премијер лига: 2017/18, 2018/19, 2020/21, 2021/22, 2022/23, 2023/24.[10]
- ФА куп: 2018/19,[11] 2022/23.
- Лига куп: 2017/18,[12] 2018/19,[13] 2019/20,[14] 2020/21.
- Комјунити шилд: 2018,[15] 2019,[16] 2024.[17]
- УЕФА Лига шампиона: 2022/23.
- УЕФА суперкуп: 2023.
- Светско клупско првенство: 2023.

Бразил
- Копа Америка: 2019.[18]

Индивидуални
- Тим године у избору португалског часописа O Jogo: 2016.[19]
- Голман године португалске лиге у избору LPFP: 2016/17.[20]
- Најбољи млади тим у Лиги шампиона: 2017.[21]
- Најбољи тим године у избору Професионалне фудбалске асоцијације: 2018/19.[22]
- Најбољи голман у избору Фифе: 2019. (треће место)[23]
- Најбољих једанаест у избору организације FIFPro: 2019. (четврти голман)[24]
- Златна рукавица у Премијер лиги: 2019/20.

Рекорди
- Светски рекорд у дужини испуцавања лопте: 75,35 метара[25][26][27]